# ハイスクール・ミュージカル サウンドトラック
『ハイスクール・ミュージカル サウンドトラック』（High School Musical soundtrack）は、ディズニー・チャンネル・オリジナル・ムービー『ハイスクール・ミュージカル』のサウンドトラックである。
アメリカ合衆国で2006年1月10日に発売され、日本で2006年8月9日に発売された。

## 概要
アルバムは全米チャートビルボード200で第1位を獲得、その他、Top Soundtracks、Top Kid Audio、Top Internet Albumsでそれぞれ第1位を記録した。2014年1月現在、全米で4,878,000枚を売り上げている。
日本盤スペシャル・エディションDVDにはミュージック・ビデオ「最高のパートナー」と「大切なのはバスケット！」、メイキング・オブ・ビデオ「ハイスクール・ミュージカル・ザ・コンサート」が収録されている。

### シングルチャート成績
ファースト・シングル「自由をつかめ」は全米シングルチャートビルボードホット100第4位、Pop 第6位、Hot Digital Songs 第1位となる。「始まりの予感」はビルボードホット100第28位、Pop 100 第30位、Hot Digital Songs 第7位となる。「大切なのはバスケット！」はビルボードホット100および Pop 第23位、Hot Digital Songs 第6位となる。「ボップ・トゥ・トップ」はビルボードホット100第61位、Pop 第45位、Hot Digital Songs 第29位となる。「今までどおりが一番」はビルボードホット100第43位、Pop 100 第37位、Hot Digital Songs 第16位となる。「あなたといた時」はビルボードホット100第71位、Pop 第55位、Hot Digital Songs 第34位となる。「最高のパートナー」はビルボードホット100第35位、Hot Digital Songs 第11位となる。「最高のパートナー［リプライズ］」はビルボードホット100第66位、Pop 第53位、Hot Digital Songs 第33位となる。「みんなスター！」はビルボードホット100第34位、Pop 第32位、Hot Digital Songs 第9位となる。

## 収録曲
| #         | タイトル                           | 作詞      | 作曲・編曲 | アーティスト                                                                                | 時間 |
| --------- | ---------------------------------- | --------- | ---------- | ------------------------------------------------------------------------------------------- | ---- |
| 1.        | 「始まりの予感」                   |           |            | ザック・エフロン、ドリュー・シーリー**、ヴァネッサ・ハジェンズ （トロイ、ガブリエラ）       | 3:17 |
| 2.        | 「大切なのはバスケット！」         |           |            | エフロン、シーリー** （トロイ）                                                             | 2:26 |
| 3.        | 「最高のパートナー」               |           |            | アシュレイ・ティスデイル、ルーカス・グラビール （シャーペイ、ライアン）                     | 2:04 |
| 4.        | 「最高のパートナー［リプライズ］」 |           |            | エフロン、シーリー**、ハジェンズ （トロイ、ガブリエラ）                                     | 1:20 |
| 5.        | 「今までどおりが一番」             |           |            | ハイスクール・ミュージカルのキャスト                                                        | 4:28 |
| 6.        | 「あなたといた時」                 |           |            | ハジェンズ （ガブリエラ）                                                                   | 3:00 |
| 7.        | 「ボップ・トゥ・トップ」           |           |            | ティスデイル、グラビール （シャーペイ、ライアン）                                           | 1:47 |
| 8.        | 「自由をつかめ」                   |           |            | エフロン、シーリー**、ハジェンズ （トロイ、ガブリエラ）                                     | 3:27 |
| 9.        | 「みんなスター！」                 |           |            | ハイスクール・ミュージカルのキャスト                                                        | 3:51 |
| 10.       | 「君から目が離せない」             |           |            | シーリー、ハジェンズ、グラビール、ティスデイル （トロイ、ガブリエラ、ライアン、シャーペイ） | 2:51 |
| 11.       | 「大切なのはバスケット！」         |           |            | B5                                                                                          | 2:43 |
| 12.       | 「始まりの予感」                   |           |            | インストゥルメンタル （カラオケ）                                                           | 3:16 |
| 13.       | 「自由をつかめ」                   |           |            | インストゥルメンタル （カラオケ）                                                           | 3:27 |
| 合計時間: | 合計時間:                          | 合計時間: | 41:57      |                                                                                             |      |

| #         | タイトル                           | 作詞      | 作曲・編曲 | アーティスト                                                                                | 時間 |
| --------- | ---------------------------------- | --------- | ---------- | ------------------------------------------------------------------------------------------- | ---- |
| 1.        | 「始まりの予感」                   |           |            | ザック・エフロン、ドリュー・シーリー**、ヴァネッサ・ハジェンズ （トロイ、ガブリエラ）       | 3:17 |
| 2.        | 「大切なのはバスケット！」         |           |            | エフロン、シーリー** （トロイ）                                                             | 2:26 |
| 3.        | 「最高のパートナー」               |           |            | アシュレイ・ティスデイル、ルーカス・グラビール （シャーペイ、ライアン）                     | 2:04 |
| 4.        | 「最高のパートナー［リプライズ］」 |           |            | エフロン、シーリー**、ハジェンズ （トロイ、ガブリエラ）                                     | 1:20 |
| 5.        | 「今までどおりが一番」             |           |            | ハイスクール・ミュージカルのキャスト                                                        | 4:28 |
| 6.        | 「あなたといた時」                 |           |            | ハジェンズ （ガブリエラ）                                                                   | 3:00 |
| 7.        | 「ボップ・トゥ・トップ」           |           |            | ティスデイル、グラビール （シャーペイ、ライアン）                                           | 1:47 |
| 8.        | 「自由をつかめ」                   |           |            | エフロン、シーリー**、ハジェンズ （トロイ、ガブリエラ）                                     | 3:27 |
| 9.        | 「みんなスター！」                 |           |            | ハイスクール・ミュージカルのキャスト                                                        | 3:51 |
| 10.       | 「君から目が離せない」             |           |            | シーリー、ハジェンズ、グラビール、ティスデイル （トロイ、ガブリエラ、ライアン、シャーペイ） | 2:51 |
| 11.       | 「大切なのはバスケット！」         |           |            | B5                                                                                          | 2:43 |
| 12.       | 「始まりの予感」                   |           |            | インストゥルメンタル （カラオケ）                                                           | 3:16 |
| 13.       | 「自由をつかめ」                   |           |            | インストゥルメンタル （カラオケ）                                                           | 3:27 |
| 14.       | 「始まりの予感」                   |           |            | 島谷ひとみ                                                                                  | 3:09 |
| 15.       | 「みんなスター！」                 |           |            | AAA                                                                                         | 3:53 |
| 合計時間: | 合計時間:                          | 合計時間: | 48:59      |                                                                                             |      |

| #  | タイトル                                                                    | 作詞 | 作曲・編曲 |
| -- | --------------------------------------------------------------------------- | ---- | ---------- |
| 1. | 「最高のパートナー （ミュージック・ビデオ）」                               |      |            |
| 2. | 「大切なのはバスケット！ （ミュージック・ビデオ）」                         |      |            |
| 3. | 「ハイスクール・ミュージカル・ザ・コンサート （メイキング・オブ・ビデオ）」 |      |            |

| #         | タイトル                   | 作詞  | 作曲・編曲 | 時間 |
| --------- | -------------------------- | ----- | ---------- | ---- |
| 1.        | 「始まりの予感」           |       |            | 3:31 |
| 2.        | 「大切なのはバスケット！」 |       |            | 2:37 |
| 3.        | 「最高のパートナー」       |       |            | 2:13 |
| 4.        | 「あなたといた時」         |       |            | 3:15 |
| 5.        | 「ボップ・トゥ・トップ」   |       |            | 2:08 |
| 6.        | 「自由をつかめ」           |       |            | 3:42 |
| 7.        | 「みんなスター！」         |       |            | 4:13 |
| 8.        | 「君から目が離せない」     |       |            | 3:07 |
| 合計時間: | 合計時間:                  | 24:46 |            |      |

** ドリュー・シーリーがエフロンの吹替えで歌っている

## チャート成績
| チャート (2006年)                         | 認定団体         | 最高順位 | 認定        | 売上      |
| ----------------------------------------- | ---------------- | -------- | ----------- | --------- |
| 米国 ビルボード200                        | ビルボード、RIAA | 1        | 4× プラチナ | 5,000,000 |
| 英国 コンピレーション・アルバム・チャート | OCC、BPI         | 1        | 4× プラチナ | 900,000   |
| オーストラリア アルバム・チャート         | ARIA             | 1        | 2× プラチナ | 70,000    |
| ドイツ アルバム・チャート                 | BVMI             | ?        | プラチナ    | 200,000   |
| メキシコ トップ100アルバム・チャート      | ユニバーサル     | 1        |             |           |
| アルゼンチン トップ100アルバム・チャート  | ユニバーサル     | 1        | 4× プラチナ | 160,000   |
| ベネズエラ トップ40アルバム・チャート     | CAPROFONO        | 1        | プラチナ    | 20,000    |

### 期末チャート
| 年   | 国名   | チャート | 順位 |
| ---- | ------ | -------- | ---- |
| 2007 | ドイツ | IFPI     | 65   |

### シングル
| 年   | シングル                       | アーティスト                                    | チャート                 | 最高順位 |
| ---- | ------------------------------ | ----------------------------------------------- | ------------------------ | -------- |
| 2006 | 自由をつかめ                   | ザック・エフロン & ヴァネッサ・ハジェンズ       |                          |          |
| 2006 | 自由をつかめ                   | ザック・エフロン & ヴァネッサ・ハジェンズ       | 米国 ビルボードホット100 | 4        |
| 2006 | 自由をつかめ                   | ザック・エフロン & ヴァネッサ・ハジェンズ       | ポップ 100               | 6        |
| 2006 | 自由をつかめ                   | ザック・エフロン & ヴァネッサ・ハジェンズ       | 全英シングルチャート     | 9        |
| 2006 | 大切なのはバスケット！         | ザック・エフロン                                | ホット 100               | 23       |
| 2006 | 大切なのはバスケット！         | ザック・エフロン                                | ポップ 100               | 23       |
| 2006 | 始まりの予感                   | ザック・エフロン & ヴァネッサ・ハジェンズ       | ホット 100               | 28       |
| 2006 | 始まりの予感                   | ザック・エフロン & ヴァネッサ・ハジェンズ       | ポップ 100               | 30       |
| 2006 | 今までどおりが一番             | ハイスクール・ミュージカルのキャスト            | ポップ 100               | 37       |
| 2006 | 今までどおりが一番             | ハイスクール・ミュージカルのキャスト            | ホット 100               | 43       |
| 2007 | 今までどおりが一番             | ハイスクール・ミュージカルのキャスト            | 全英シングルチャート     | 74       |
| 2006 | みんなスター！                 | ハイスクール・ミュージカルのキャスト            | ポップ 100               | 32       |
| 2006 | みんなスター！                 | ハイスクール・ミュージカルのキャスト            | ホット 100               | 34       |
| 2007 | みんなスター！                 | ハイスクール・ミュージカルのキャスト            | 全英シングルチャート     | 40       |
| 2006 | 最高のパートナー               | アシュレイ・ティスデイル & ルーカス・グラビール | ポップ 100               | 34       |
| 2006 | 最高のパートナー               | アシュレイ・ティスデイル & ルーカス・グラビール | ホット 100               | 35       |
| 2006 | 最高のパートナー［リプライズ］ | ザック・エフロン & ヴァネッサ・ハジェンズ       | ポップ 100               | 54       |
| 2006 | 最高のパートナー［リプライズ］ | ザック・エフロン & ヴァネッサ・ハジェンズ       | ホット 100               | 66       |
| 2006 | あなたといた時                 | ヴァネッサ・ハジェンズ                          | ポップ 100               | 55       |
| 2006 | あなたといた時                 | ヴァネッサ・ハジェンズ                          | ホット 100               | 71       |

## 各国の発売日
| 国/地域        | 発売日         | レーベル                     | フォーマット |
| -------------- | -------------- | ---------------------------- | ------------ |
| アメリカ合衆国 | 2006年1月10日  | ウォルト・ディズニー         | CD           |
| カナダ         | 2006年1月10日  | ウォルト・ディズニー         | CD           |
| オーストラリア | 2006年5月27日  | EMI                          | CD           |
| 南アフリカ     | 2006年11月13日 | EMI                          | CD           |
| インド         | 2006年10月     | タイムズ・ミュージック       | CD           |
| 日本           | 2007年1月17日  | エイベックス・マーケティング | CD           |